# Xanthoparmelia protodysprosa
Xanthoparmelia protodysprosa är en lavart som beskrevs av Hale. Xanthoparmelia protodysprosa ingår i släktet Xanthoparmelia och familjen Parmeliaceae.   Inga underarter finns listade i Catalogue of Life.